# James B. Gibson
| Asteroidi scoperti: 25         | Asteroidi scoperti: 25 | Asteroidi scoperti: 25 |
| ------------------------------ | ---------------------- | ---------------------- |
| 1837 Osita                     | 16 agosto 1971         |                        |
| 1919 Clemence                  | 16 settembre 1971      | [1]                    |
| 1920 Sarmiento                 | 11 novembre 1971       | [1]                    |
| 1943 Anteros                   | 13 marzo 1973          |                        |
| 2035 Stearns                   | 21 settembre 1973      |                        |
| 2309 Mr. Spock                 | 16 agosto 1971         |                        |
| 3090 Tjossem                   | 4 gennaio 1982         |                        |
| 3711 Ellensburg                | 31 agosto 1983         |                        |
| 3833 Calingasta                | 27 settembre 1971      | [1]                    |
| 4858 Vorobjov                  | 23 ottobre 1985        |                        |
| 5362 Johnyoung                 | 2 febbraio 1978        |                        |
| 7460 Julienicoles              | 9 maggio 1984          |                        |
| (8334) 1984 CF                 | 10 febbraio 1984       |                        |
| 11437 Cardalda                 | 16 settembre 1971      | [1]                    |
| (12662) 1978 CK                | 2 febbraio 1978        |                        |
| (27700) 1982 SW3               | 28 settembre 1982      |                        |
| (27701) 1983 QR                | 30 agosto 1983         |                        |
| (37557) 1984 JR                | 9 maggio 1984          |                        |
| (43756) 1984 CE                | 10 febbraio 1984       |                        |
| (52262) 1983 QV                | 30 agosto 1983         |                        |
| (79115) 1984 JK                | 9 maggio 1984          |                        |
| (85151) 1983 QT                | 30 agosto 1983         |                        |
| 100000 Astronautica            | 28 settembre 1982      |                        |
| (100002) 1983 QC1              | 30 agosto 1983         |                        |
| (120451) 1983 QU               | 30 agosto 1983         |                        |
| - [1] con Carlos Ulrrico Cesco |                        |                        |

James B. Gibson (...) è un astronomo statunitense.
Gibson ha scoperto 25 asteroidi, e l'asteroide 2742 Gibson è stato battezzato in suo onore.